# Isabella von Toron
Isabella von Toron (* vor 1166; † nach 1192, vor 1229) war Titularherrin von Toron und Oultrejordain, sowie durch Ehe Fürstin von Kleinarmenien. Sie war die Tochter von Humfried III. von Toron und Stephanie von Milly, Herrin von Oultrejordain.
Anfang Februar des Jahres 1181 oder 1182 heiratete sie in Jerusalem den Fürsten Ruben III. von Kleinarmenien († 1187). Mit ihm hatte sie zwei Töchter:
- Alice von Armenien (* 1182; † nach 1234),

⚭ 1) 1189 Hethum von Sassun († 1193), Herr von Misis;
⚭ 2) 1194 Raimund IV. († 1199), Graf von Tripolis, Regent von Antiochia;
⚭ 3) 1220 Vahram von Korykos († 1222), Marschall von Kleinarmenien.
- Philippa (* 1183),

⚭ 1) 1189 Schahanschah von Sassun († 1193), Herr von Seleucia;
⚭ 2) 1214 Theodoros Komnenos Laskaris, byzantinischer Kaiser von Nicäa.
Als ihr Bruder Humfried IV. von Toron 1192 starb, erbte Isabella dessen Ansprüche auf die Herrschaft Toron, die allerdings seit 1187 von den muslimischen Ayyubiden besetzt war. Beim Tod ihrer Mutter im Jahr 1197 erbte sie auch deren Ansprüche auf die seit 1189 ayyubidisch besetzte Herrschaft Oultrejordain.
Isabellas Todesdatum ist unbekannt. Ihre Erbin war die ältere Tochter Alice, die 1229 die Regierung über die Herrschaft Toron zurückerlangte.